# Pluvier australien
Peltohyas australis
Genre
Espèce
Statut de conservation UICN

 LC  : Préoccupation mineure
Synonymes
- Charadrius australis

Le pluvier australien (Peltohyas australis) ou gravelot australien est une espèce de petit limicole de la famille des Charadriidae, l'unique représentante du genre Peltohyas.
Son aire fragmentée s'étend à travers les zones arides de l'Australie.